# Шекоян, Владимир Арменакович
Владимир Арменакович Шекоян (арм. Վլադիմիր Արմենակի Շեկոյան) (род. 9 февраля 1942, Ереван) ― советский и армянский врач-иммунолог, доктор медицинских наук (1978), профессор (1982), Действительный член Академии медицинских наук Республики Армения (2003), Заслуженный деятель науки Республики Армения (2010).

## Биография
Владимир Шекоян родился 9 февраля 1942 год в Ереване, Армянская ССР.
В 1964 году окончил Ереванский государственный медицинский институт, где учился на лечебно-профилактическом факультете. С 1966 года начал работать ассистентом кафедры микробиологии, вирусологии и иммунологии в родном институте. С 1969 по 1979 год был старшим научным сотрудником ЦНИЛ Ереванского мединститута.
В 1978 году защитил докторскую диссертацию на соискание учёной степени доктора медицинских наук. В 1979 году назначен заведующим лабораторией иммунологии ЦНИЛ. В том же году был избран председателем профсоюза мединститута. В 1982 году ему присвоено учёное звание профессора.
С 1981 по 1986 год преподавал на кафедре микробиологии, вирусологии и иммунологии ЕГМИ. С 1986 года заведовал кафедрой бактериологии, иммунологии и вирусологии Ереванского государственного медицинского университета, одновременно с 1983 по 1991 год был деканом лечебного факультета.
С 1995 года ― заместитель председателя правления Ассоциации эпидемиологов Армении, член редколлегий ряда научных журналов. С 2002 по 2011 год трудился проректором по учебной работе Ереванского медицинского университета. В 2011 году стал проректором Армянского педагогического университета.
Научная деятельность Владимира Шекояна посвящена изучению роли взаимодействия в нервной и иммунной системы в иммунологических процессах. Им был установлен ранее неизвестный факт модулирующего влияния гипоталамуса на функциональную активность клеток мононуклеарной фагоцитирующей системы, в частности, макрофагов и лизосомного аппарата. Исследовал роль взаимодействия ГАМК и лимфоцитов на иммунологические процессы в норме и при иммобилизационном стрессе. Показал значение такого взаимодействия, что открывает новые возможности для изыскания средств, модулирующих иммунологические процессы и лимитирующих формирование и развитие общего адаптационного синдрома. Автор около 140 учебных публикаций, в том числе монографий, трех учебников и ряда учебных пособий.

## Членство в научных организациях
- Член Всесоюзной проблемной комиссии Академии наук СССР «Нейроиммуномодуляция» (1982-1990)
- Член специализированных советов при ЕГМУ и институте микробиологии Национальной академии наук Армении
- Заместитель Ассоциации эпидемиологов, микробиологов и паразитологов Армении

## Награды
- 2000 год ― указом президента Армении награждён медалью имени Мхитара Гераци
- 2010 год ― указом президента Армении присвоено почетное звание заслуженного деятеля науки Армении
- 2005 и 2010 годы ― награждён юбилейной Золотой медалью ЕГМУ
- 2014 год ― награждён юбилейной медалью «Вооруженные силы РА 20 лет» Министерства обороны Армении